# TBS 토요일 밤 8시 드라마
TBS 토요일 밤 8시 드라마(TBS土曜8時枠の連続ドラマ)는 2008년 4월 19일부터 2010년 9월 18일까지 일본 TBS에서 매주 토요일 저녁 7시56분부터 8시 54분까지 방송되었던 TV 드라마 방송범위이다. 통칭 土8 도하치[*].

## 설명
이 시간대에는 《8시다! 전원 집합》이나 《카토짱 켄짱 기분 좋은 TV》등 줄곧 버라이어티 프로그램로 편성하여 방송했지만, 몇 년 사이에 타 방송국 프로그램의 영향으로 극도의 시청률 부진에 겪어, 2008년 개편으로 목요일 22시 드라마와 바꿔서 38년 6개월만에 버라이어티 프로그램 편성을 버리고 드라마 편성을 과감히 실시했다.
TBS TV에서는 이 편성을 앞두고, “10대 후반의 틴 에이지층을 타겟으로 새로운 스타일의 드라마에 도전한다 10代後半のティーンエイジ層をターゲットとして、新しいスタイルのドラマにチャレンジする”고 의지를 표명하고, 드라마의 원작이나 캐스팅에서도 시청자의 의견을 적극적으로 받아 드렸다. 뿐만 아니라, “드라마의 기획 초안 단계부터 타사(社)와의 합작, 상품화(Goods)등을 진행시켜 나간다 ドラマの企画立案段階から他社とのコラボレーション、商品化などを進めていく”라고도 발표했다.
드라마로 편성한 후 첫 번째 작품 《루키즈》는 평균 시청률 15%, 세 번째 작품 《블러디 먼데이》도 11%전후를 추이한 시청률을 기록하였다. 또, 여섯 번째 작품 《미스터 브레인》은 첫 회 시청률이 이 드라마 편성이 시작된 이래 처음으로 24.8%을 기록하였고, 방송 기간 내내 높은 시청률을 기록했다. 그렇지만, 두 번째 작품 《연공》은 평균 6%의 시청률, 네 번째 작품 《RESCUE~특별고도구조대》, 다섯 번째 작품 《갓 핸드 테루》, 일곱 번째 작품 《여기는 잘나가는 파출소》도 전회 한 자리수, 여덟 번째 작품 《소공주 세이라》도 1회부터 한 자리 수의 시청률도 시작하는 등, 작품이나 동시간대 타 방송국 프로그램에 의한 시청률의 차이가 크다 (시청률은 모두 일본 시청률 조사 기구 비디오 리서치에서 조사하였고, 기준은 간토 지방을 기준으로 하였다).
방송 기간은 통상 3개월이며, 1월, 4월, 7월, 10월을 기준으로 4개의 드라마가 시작한다. 단, 첫 번째 작품 《루키즈》는 당시 스포츠 중계로 인하여 방송하지 못 한 적이 있어서 4월 ~ 7월까지 방송되어 다음 작품 《연공》은 8월에 첫 방송을 하기도 했다. 또, 2009년 4월 드라마 《갓 핸드 테루》는 5월까지 방송돼서, 《미스터 브레인》은 5월부터 7월에 방송한 편성을 실시한다. 그 때문에, 7월 드라마 《여기는 잘나가는 파출소》는 8월부터 9월까지 방송되었다.
2010년 7월 10일 - 9월 18일 방송된 《해머 세션!》을 마지막으로 2년 반 동안 지속된 이 드라마 시간대를 철수하고 쇼 프로그램 시간대로 돌아오게 된다. 2010년 10월에 신설한 금요일 심야 드라마 시간대인 《Friday Break》가 이 시간대를 이어나가게 된다.

## 방송 작품
제작 프로덕션 이름이 없는 것은 TBS TV 제작 (2009년 3월까지는 TBS가 제작·저작으로 Credit에 올라가서, 《루키즈》는 이중 표시되었다).

### 2008년
- 루키즈 (4월 19일 - 7월 26일, 주연: 사토 류타)

- 야후! 재펜과 협력, 출연자를 오디션으로 투표 실시.
- 일본 피자 체인점 피자라와 협력하여, 피자 상품을 판매했다.

- 연공 (8월 2일 - 9월 13일, 제작: 드라막스 텔레비전, 주연: 미즈사와 에레나, 세토 야스후미)

- 주연 여배우는 오디션에 의해서 결정되었다.

- 블러디 먼데이 (10월 11일 - 12월 20일, 제작: 토호, 주연: 미우라 하루마)

- 야후!, 마이크로소프트와 협력해 〈SAVE THE EARTH〉라는 프로젝트를 전개.

### 2009년
- RESCUE~특별고도구조대 (1월 24일 - 3월 21일, 제작: 드리막스 텔레비전, 주연: 나카마루 유이치)

- TBS 토요일 밤 8시 드라마 처음으로 원작이 없는 스토리 제작 드라마이기도 하다.

- 갓 핸드 테루 (4월 11일 - 5월 16일, 제작: MMJ, 주연：히라오카 유타)
- 미스터 브레인 (5월 23일 - 7월 11일 , 주연: 키무라 타쿠야)

- 스퀘어 에닉스와 협력, 닌텐도 DSi 웨어용 게임을 다운로드 할 수 있게 해서 판매(5월 27일부터).

- 여기는 잘나가는 파출소 (8월 1일 - 9월 26일 , 주연: 카토리 싱고)

- 일본 제빵 기업 야마자키 제빵과 협력해, 쿠페빵 〈콧치빵 こっちパン〉을 판매.

- 소공녀 세이라 (10월 17일 - 12월 19일, 주연: 시다 미라이)

### 2010년
- 블러디 먼데이 시즌 2 (1월 23일 - 3월 20일, 주연: 미우라 하루마)
- 텀블링 (4월 17일 - 6월 26일, 주연: 야마모토 유스케)
- 해머 세션! (7월 10일 - 9월 18일, 주연: 하야미 모코미치, 시다 미라이)

- 본 드라마 범위 마지막 작품.